# Dreiherrenstein Neustall
Der Dreiherrenstein bei Neustall ist ein Grenzstein im hessischen Vogelsberg. Der 1730 aufgestellte Grenzstein steht nahe dem Gehöft Oberullrichsberg am Schnittpunkt der Gemarkungen Hintersteinau, Neustall und Holzmühl.

## Geschichte
Der Stein markierte ursprünglich die Grenzen der Herrschaftsbereiche der Fürstabtei Fulda, der Grafschaft Hanau und der Riedesel Freiherren zu Eisenbach. Die entsprechenden Prunkwappen sind an dem dreieckig geformten Stein gestaltet.
Als Fulda in das Kurfürstentum Hessen-Kassel eingegliedert wurde, die Grafschaft Hanau durch Erbschaft ebenfalls an Kassel fiel und das Riedeselland zu Hessen-Darmstadt kam, zeigte der Stein nur noch zwei Grenzen an. Hessen-Darmstadt war Großherzogtum geworden und Hessen-Kassel wurde 1866 von Preußen annektiert. Am Stein sind diese Vorgänge durch die Buchstaben K P (= Königreich Preußen) und G H (= Großherzogtum Hessen) dokumentiert.
Heute markiert der Stein neben den genannten Gemarkungsgrenzen die Kreisgrenze zwischen Vogelsbergkreis und Main-Kinzig-Kreis. Diese ist zugleich die Religionsgrenze zwischen der evangelischen Pfarrei Freiensteinau und der katholischen Pfarrei Ulmbach sowie Grenze der Bistümer Fulda und Mainz.